# ديفيد س. رووي
ديفيد س. رووي (بالإنجليزية: David C. Rowe)‏ هو عالم نفس أمريكي، ولد في 27 سبتمبر 1949، وتوفي في 2 فبراير 2003.